# Calanthemis saltator
Calanthemis saltator är en skalbaggsart som först beskrevs av Hermann Julius Kolbe 1893.  Calanthemis saltator ingår i släktet Calanthemis och familjen långhorningar.
Artens utbredningsområde är Malawi. Inga underarter finns listade.